# Authie (fiume)
L'Authie è un fiume del nord della Francia che si getta nella Manica dopo un corso di 108,18 chilometri nei dipartimenti della Somme e del Passo di Calais. Il suo corso, orientato ovest - nordovest, segue la direzione degli altri fiumi costieri del nord della Francia, la Canche a nord, la Somme e la Bresle a sud.
Il suo corso regolare, legato alla presenza d'una potente falda acquifera, ha da lungo tempo attratto gli uomini, che vi hanno sviluppato un'attività agricola ancora dominante al giorno d'oggi. La valle dell'Authie, una volta confine tra il regno di Francia e i domini degli Asburgo d'Austria e di Spagna, occupata da numerosi villaggi e da piccoli agglomerati, cela un ricco patrimonio architetturale: abbazie e castelli si snodano lungo le rive del fiume. Il suo estuario, formando un'ampia baia, compresa tra Fort-Mahon-Plage e Berck, tipica degli estuari piccardi, ospita una fauna e una flora diversificate che attirano numerosi visitatori.

## Comuni e cantoni attraversati
Dopo il raggruppamento dei due comuni di Frohen-le-Grand e Frohen-le-Petit nel nuovo comune di Frohen-sur-Authie, l'Authie attraversa quarantaquattro comuni, ventidue in ciascuno dei due dipartimenti e undici cantoni: da monte verso valle: Coigneux (sorgente), Couin, Saint-Léger-lès-Authie, Authie, Thièvres, Thièvres (Passo di Calais), Sarton, Orville, Amplier, Authieule, Doullens, Hem-Hardinval, Occoches, Outrebois, Mézerolles, Frohen-sur-Authie, Béalcourt, Beauvoir-Wavans, Auxi-le-Château, Willencourt, Le Ponchel, Vitz-sur-Authie, Gennes-Ivergny, Boufflers, Tollent, Le Boisle, Labroye, Raye-sur-Authie, Dompierre-sur-Authie, Tortefontaine, Ponches-Estruval, Douriez, Dominois, Saulchoy, Argoules, Maintenay, Roussent, Nampont, Nempont-Saint-Firmin, Tigny-Noyelle, Villers-sur-Authie, Colline-Beaumont, Quend, Conchil-le-Temple.
In termini di cantoni, l'Authie nasce nel cantone di Acheux-en-Amiénois, attraversa i cantoni di Pas-en-Artois, Doullens, Bernaville, Auxi-le-Château, Crécy-en-Ponthieu, Hesdin, Campagne-lès-Hesdin, Montreuil e al suo estuario tra i due cantone di Rue e cantone di Berck.

## Toponimi
L'idronimo Authie si ritrova nei nuovi toponimi: Authie, Authieule, Dompierre-sur-Authie, Saint-Lèger-lès-Authie, Frohen-sur-Authie, Raye-sur-Authie, Saint-Léger-lès-Authie, Vauchelles-lès-Authie, Villers-sur-Authie, Vitz-sur-Authie.

## Bacino idrografico

Carta del bacino idrografico dell'Authie.

L'Authie attraversa una sola zona idrografica: l'Authie (E550)
L'Authie beneficia d'un bacino idrografico di 1305 km2 estremamente semplice che corrisponde a una valle dell'Artois, ove il fiume, rettilineo, raccoglie una rete simmetrica di affluenti elementari; la valle presenta tuttavia un profilo asimmetrico, al versante in pendenza dolce della riva destra si oppone il ripido versante della riva sinistra.
La disimmetria della valle è dovuta alla diversa sensibilità dei versanti esposti a sud ai fenomeni di crioclastismo legati all'alternarsi di gelo / disgelo nei periodi delle glaciazioni del Quaternario. I versanti esposti a sud o a est sono così in forte pendenza e opposti ai versanti nord od ovest a pendenza dolce. A monte di Doullens, questo bacino si estende tutta via al di là degli anticlinali circondanti la valle a detrimento dei bacini della Somme e della Canche. La larghezza media del piccolo fiume è compresa tre i 10 e i 15 metri nella parte a valle del corso. La sua pendenza media naturale è d un per mille ma è compensata dalla presenza di 22 sbarramenti.
L'insieme del suo bacino si estende su parecchi paesi: il Ponthieu e l'Amiénois a sud del corso del fiume, il Pays de Montreuil e il Ternois a nord e ricopre totalmente o parzialmente il territorio di 156 comuni (73 nella Somme, 83 nel Passo di Calais) raggruppando 75 200 abitanti (28 500 nella Somme, 46 700 nel Passo di Calais), con una debole densità media di 57 h/km2 (più elevata nella valle che sui pianori che la circondano). Solo sei comuni del bacino superano i 2 000 abitanti.

## Affluenti
(rd = riva destra; rs = riva sinistra)

L'Authie a Frohen-sur-Authie.

L'Authie ha cinquantatré affluenti ufficiali; questi affluenti dell'Authie sono poco potenti e di breve lunghezza (da monte a valle):
- la Quilliene o Kilienne 12 km a Thièvres e di numero di Strahler pari a due;
- il fossato di Marieux (rs), 4,3 km sui due comuni di Marieux (sorgente) e Sarton (confluenza)[10];
- la Grouche (rd), 15 km a Doullens e di numero di Strahler due;
- la Gézincourtoise (rs), 6 km a Hem-Hardinval proveniente da Gézaincourt e Beauval;
- il fossato di Bernâtre (rs), 5 km a Auxi-le-Château;
- il ruscello della Fontaine Riante (rd), 6.2 km a Tollent e proveniente da Caumont e Fontaine-l'Étalon;
- la Warnette o Varnette (rd)[11], 5 km a Raye-sur-Authie proveniente da Regnauville e Guigny;
- il Canal de Pendé (rs), 5.5 km a Villers-sur-Authie;
- il Fliers (rd), 10 km a Waben;
- il canale della Retz (rs), 9.4 km à Fort-Mahon-Plage con affluenti il canale del Marquenterre e la Course de Routhiauville.

Il suo numero di Strahler è tre a causa della Quilliene o della Grouche.

## Idrologia

Portata mensile dell'Authie sotto forma d'istogramma

Nel quadro d'un regime pluviale oceanico, l'Authie assicura una portata regolare e relativamente sostenuta di 10.8 m3/s all'estuario. L'insieme del bacino idrografico ha un clima oceanico caratterizzato da una temperatura media annua di 10 °C, un basso numero di giorni di gelo, delle precipitazioni relativamente elevate, comprese tra 800 e 900 mm annui salvo in prossimità dell'estuario dove esse calano brutalmente a meno di 650 mm/anno.

### L'ittiofauna
Oltre all'emblematico salmone, altri pesci, migratori o stanziali, quali la trota, la lampreda di fiume, la lampreda di ruscello e lo scazzone, considerati buon indicatore e patrimonio ecologico, sono parimenti presenti negli affluenti dell'Authie, talvolta in modo relitto.

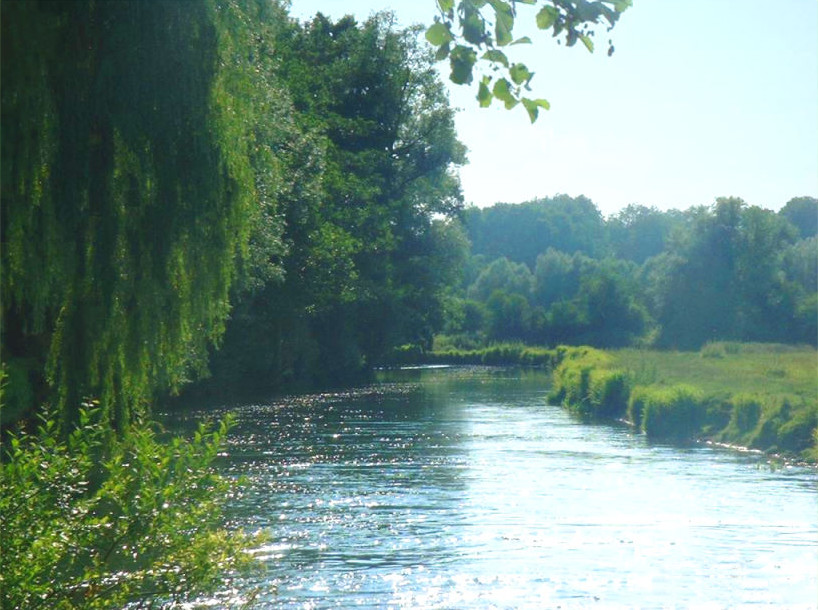
L'Authie a Maintenay.

Dal punto di vista dell'attività della pesca, l'Authie è un fiume molto ricco di pesci ed è definito, nella classificazione piscicola francese, "corso di prima categoria".

L'ittiofauna dell'Authie
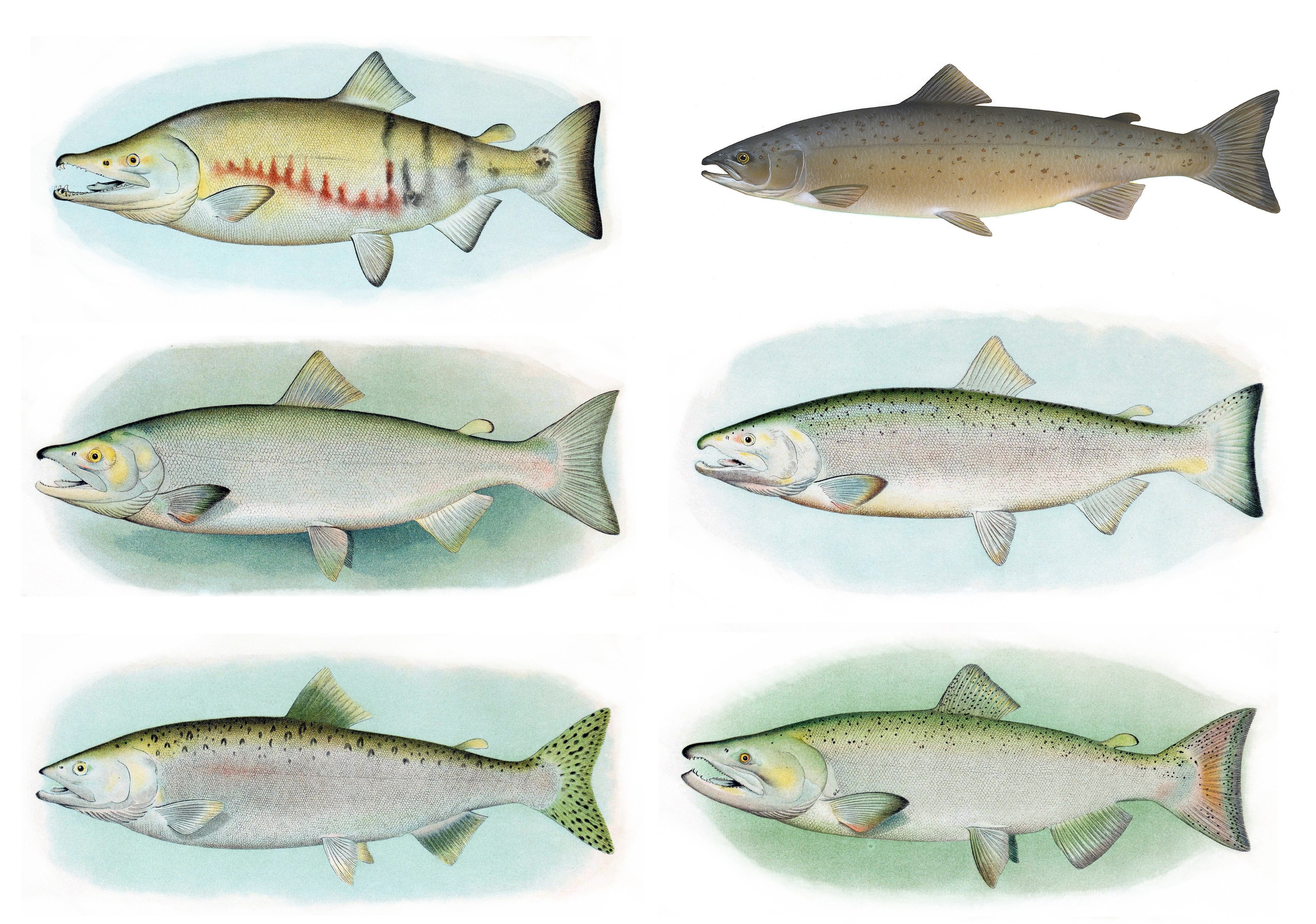
Il salmone
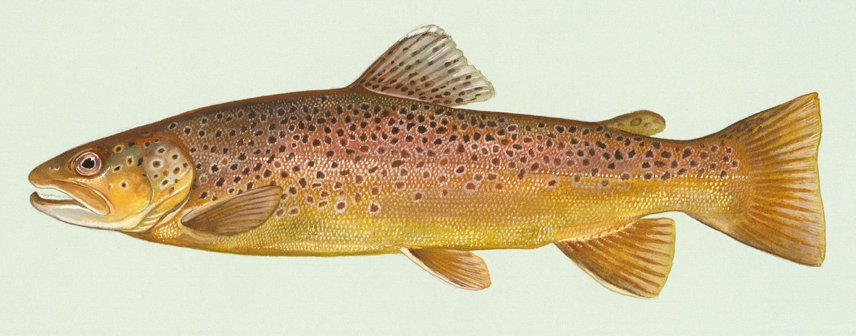
La trota fario
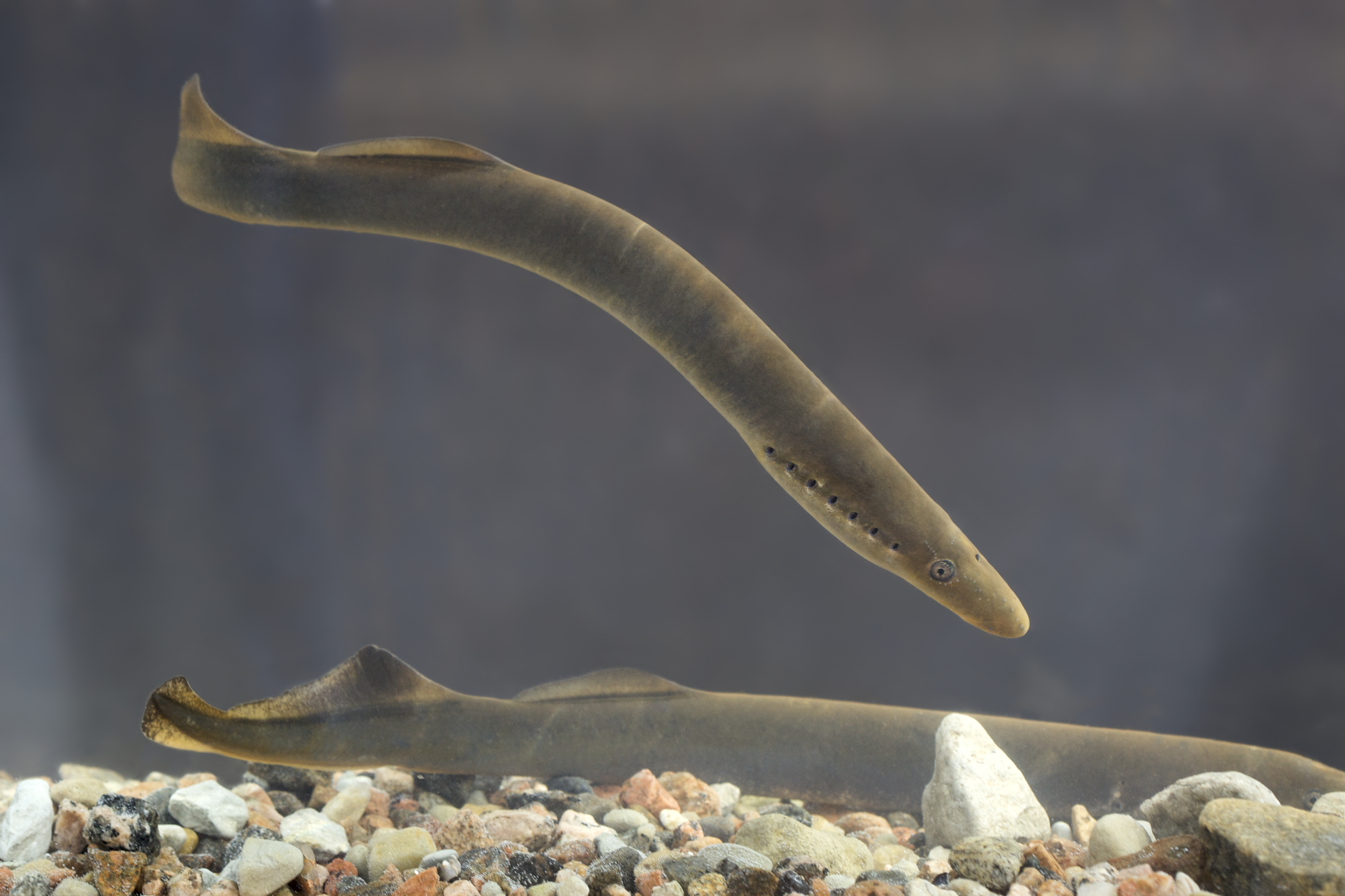
La lampreda di fiume,
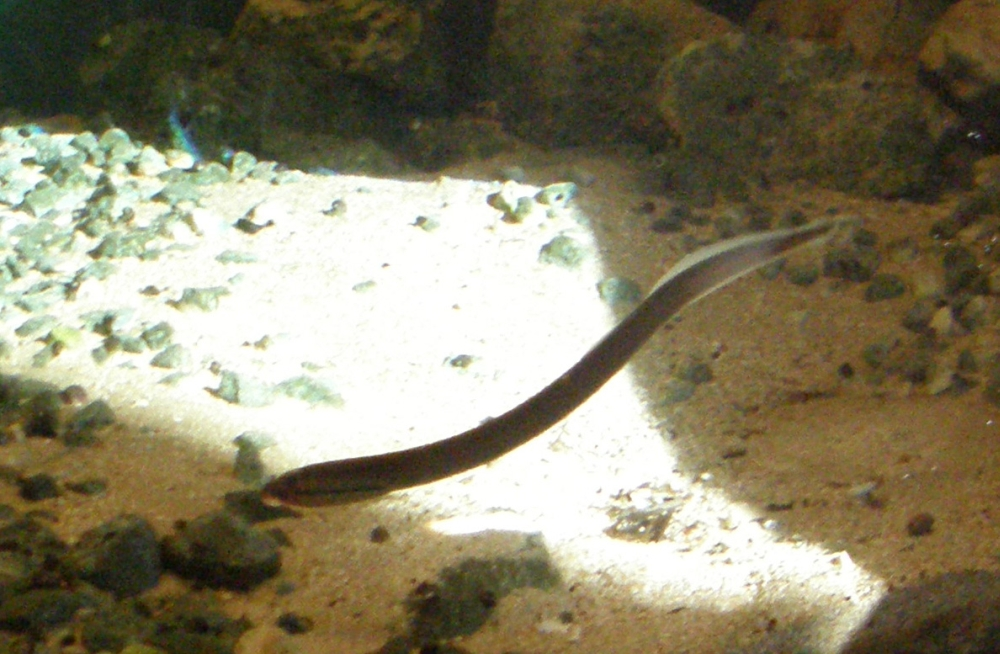
La Lampreda di Planner
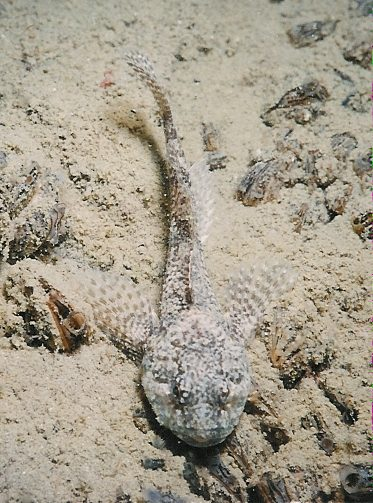
Lo scazzone